# NGC 849
NGC 849 је лентикуларна галаксија у сазвежђу Кит која се налази на NGC листи објеката дубоког неба.
Деклинација објекта је - 22° 19' 23" а ректасцензија 2h 10m 11,2s. Привидна величина (магнитуда) објекта NGC 849 износи 14,8 а фотографска магнитуда 15,8. NGC 849 је још познат и под ознакама ESO 478-9, NPM1G -22.0046, PGC 8286.